# Sérgio Nogueira
Sérgio Nogueira Duarte da Silva (Porto Alegre, 1950), conhecido popularmente como Professor Sérgio Nogueira, é um professor de português, autor de livros didáticos, colunista de jornais e revistas e youtuber brasileiro.
Sérgio é o idealizador do quadro Soletrando, que ficou famoso ao aparecer no programa Caldeirão do Huck, na TV Globo. Atualmente, este quadro está no ar na Rádio Metrópoles.
Sérgio é também colunista e consultor do Sistema Globo de Jornalismo, além de assinar as colunas Aula Extra, no Jornal Extra, e no diário gaúcho O Sul, e Dicas de Português, no portal G1. Também escreve a coluna Pegadinha Verbal na revista Reader's Digest Seleções (1997-2004), além de roteirizar e apresentar o Programa de Palavra, na STV (Rede Sesc/Senac de Televisão) e no SBT.
Em 2013, o jornal Tribuna do Norte lançou a coleção de livros didáticos Simplificando o Português – com o Professor Sérgio Nogueira, assinada por ele.
Em 2016, mais de 550 mil exemplares de seus livros haviam sido vendidos em promoções do Jornal Extra.

## Livros publicados
- 1998 - Língua Viva I (Editora Rocco)
- 1999 - Língua Viva II (Editora Rocco)
- 2000 - Língua Viva III (Editora Rocco)
- 2001 - Língua Viva IV (Editora Rocco)
- 2002 - Língua Viva V (Editora Rocco)
- 2004 - O Português do dia a dia: Como falar e escrever melhor (Editora Rocco)
- 2006 - O-R-T-O-G-R-A-F-I-A – Dicas do professor Sérgio Nogueira (Editora Rocco)
- 2011 - Nova Coleção Concursos Públicos (Gold Editora) - Volumes "Português", "Compreensão e interpretação de textos" e "Análise sintática"

## DVDs de Videoaulas
- Nova Ortografia da Língua Portuguesa